# Запорожець Наталія Іванівна
Наталія Іванівна Запорожець (нар. 1923) — радянська методистка, педагог, кандидат педагогічних наук.

## Життєпис
Довгий час Наталія Запорожець працювала вчителем в школах Москви та Казахстану. У 1960 році вона була прийнята на посаду наукового співробітника науково-дослідного інституту змісту і методів навчання Академії педагогічних наук СРСР.

## Наукова діяльність
Наталія Запорожець у своїй науковій діяльності вивчала педагогічний досвід формування у школярів умінь загалом та усного та писемного мовлення, зокрема. Вона також проводила експеримент для дослідження цієї дидактичної проблеми. В результаті цього вчена запропонувала методику формування таких розумових умінь, як аналіз, синтез, узагальнення, порівняння та висновок.
У 1970 році в Москві побачила світ колективна монографія «Методика навчання історії стародавнього світу та середніх віків у 5-6 класах», де було представлено методики навчання історії в основній школі через використання завдань, спрямованих на формування зазначених умінь. Через вісім років вона розвинула теоретичні основи формування умінь в процесі навчання історії (поняття «вміння», умови формування, вікові особливості тощо) ще в одній монографії «Розвиток умінь і навичок учнів в процесі викладання історії (4-8 кл.)» (Москва, 1978).
Також Наталія Запорожець у своїх роботах заклала основи розвиваючого навчання історії, як, наприклад, у «Методиці навчання історії в середній школі» (Москва, 1978) та в монографії «Актуальні питання методики навчання історії в середній школі» (Москва, 1984).
У спеціальному дослідженні про формування класового підходу до оцінки історичних діячів в 4-8 класах (Москва, 1988) вона проаналізувала пам'яткам з допомогою завдань, які допомагають вчителю в процесі роботи.

### Наукові праці
Наталія Запорожець — авторка більш як 50 наукових праць.
Вона також є одним з редакторів і автором колективної монографія «Методика навчання історії стародавнього світу та середніх віків у 5-6 класах» (1970).
- Запорожец Н. И. Развитие умений и навыков учащихся в процессе преподавания истории: 4-8 кл.: пособие для учителей / Н. И. Запорожец; АПН СССР, Научно-исслед. ин-т содержания и методов обучения. — М.: Просвещение, 1978. — 142 с.
- Запорожец Н. И. Изучение темы «Установление феодального строя в Европе» в курсе истории средних веков / Н. И. Запорожец. — М.: Учпедгиз, 1959. — 140 с. — (Из опыта учителя).
- Запорожец Н. И. Формирование классового подхода к оценке исторических деятелей: 4-8-е кл.: Кн. для учителя / Н. И. Запорожец. — М.: Просвещение, 1988. — 110 с. — ISBN 5-02-000376-9.
- Книга для чтения по истории средних веков: пособие для уч-ся 7-го кл. сред. шк. / сост. Н. И. Запорожец  ред. А. А. Сванидзе , 2-е изд., доп. — М.: Просвещение, 1991. — 239 с.